# جمي (بابا امان)
جمي (بالفارسية: جمی) هي قرية تقع في إيران في قسم بابا امان الريفي. يقدر عدد سكانها بـ 1,755 نسمة .